# Platycercinae
Platycercinae es una subfamilia de aves psittaciformes perteneciente a la familia Psittaculidae que habitan en Oceanía. Contiene dos tribus: los pericos de cola ancha (Platycercini) y los pericos terrestres y afines (Pezoporini).

## Clasificación
- Tribu Pezoporini[1][2]
  - Género Neophema
    - Neophema chrysostoma - periquito crisóstomo;
    - Neophema elegans - periquito elegante;
    - Neophema petrophilla - periquito roquero;
    - Neophema chrysogaster - periquito ventrinaranja;
    - Neophema pulchella - periquito turquesa;
    - Neophema splendida - periquito espléndido;

  - Género Neopsephotus (a veces incluido en Neophema)
    - Neopsephotus bourkii - periquito rosado;

  - Género Pezoporus
    - Pezoporus wallicus - perico terrestre oriental;
    - Pezoporus flaviventris - perico terrestre occidental;
    - Pezoporus occidentalis - perico nocturno (anteriormente Geopsittacus);
- Tribu Platycercini[1]
  - Género Prosopeia
    - Prosopeia splendens - papagayo escarlata;
    - Prosopeia personata - papagayo enmascarado;
    - Prosopeia tabuensis - papagayo granate;

  - Género Eunymphicus
    - Eunymphicus cornutus - perico cornudo;
    - Eunymphicus uvaeensis - perico de Ouvéa;

  - Género Cyanoramphus
    - Cyanoramphus zealandicus † - perico de Tahití;
    - Cyanoramphus ulietanus † - perico de Raiatea;
    - Cyanoramphus unicolor - perico de las Antípodas;
    - Cyanoramphus novaezelandiae - perico maorí cabecirrojo;
    - Cyanoramphus erythrotis † - perico de Macquarie;
    - Cyanoramphus hochstetteri - perico de Reischek;
    - Cyanoramphus auriceps - perico maorí cabecigualdo;
    - Cyanoramphus forbesi - perico de las Chatham;
    - Cyanoramphus malherbi - perico maorí montano;
    - Cyanoramphus saisetti - perico de Nueva Caledonia;
    - Cyanoramphus cooki - perico de Norfolk;

  - Género Platycercus
    - Platycercus icterotis - perico carigualdo;
    - Platycercus elegans - perico elegante;
    - Platycercus caledonicus - perico de Tasmania;
    - Platycercus adscitus - perico pálido;
    - Platycercus eximius - perico multicolor;
    - Platycercus venustus - perico gracioso;

  - Género Barnardius (a veces en  Platycercus)
    - Barnardius zonarius - perico de Port Lincoln;

  - Género Purpureicephalus
    - Purpureicephalus spurius - perico capelo;

  - Género Lathamus
    - Lathamus discolor - periquito migrador;
- Género Psephotus
  - Psephotus haematonotus - perico dorsirrojo;
- Género Northiella
  - Northiella haematogaster - perico cariazul;
  - Northiella narethae - perico de Naretha;
- Género Psephotellus
  - Psephotellus varius - perico variado;
  - Psephotellus chrysopterygius - perico aligualdo;
  - Psephotellus dissimilis - perico capirotado;
  - Psephotellus pulcherrimus † - perico del paraíso.